# كاميتشو!
كاميتشو (باليابانية: かみちゅ!، بالروماجي: Kamichu!) هو مسلسل أنمي
تلفزيوني من إنتاج استوديو برينز بيس، عرض الأنمي في 28 يونيو عام 2005 واستمر عرضه حتى 27 سبتمبر عام 2005، وتكون 16 حلقة.

## القصة
تدور أحداث القصة في ربيع عام 1983 إلى ربيع عام 1984، في مدينة أونوميتشي، في محافظة هيروشيما، على شواطئ بحر اليابان، عن يوري هيتوتسوباشي، هي فتاة خجولة في المدرسة المتوسطة تكتشف فجأة أنها أصبحت بين عشية وضحاها كامي.

## الشخصيات
يوري هيتوتسوباشي (باليابانية: 一橋 ゆりえ، بالروماجي: Hitotsubashi Yurie)
مؤدية الصوت: ماكو
ماتسوري سايغوسا (باليابانية: 三枝 祀، بالروماجي: Saegusa Matsuri)
مؤدية الصوت: ريكا موريناغا
ميتسوي شوجي (باليابانية: 四条 光恵، بالروماجي: Shijō Mitsue)
مؤدية الصوت: كاوري ميني
ميكو سايغوسا (باليابانية: 三枝 みこ، بالروماجي: Saegusa Miko)
مؤدية الصوت: آي نوناكا
كينجي نينوميا (باليابانية: 二宮 健児، بالروماجي: Ninomiya Kenji)
مؤدي الصوت: إيزي ميازاكي
ياشيما-ساما (باليابانية: 八島様، بالروماجي: Yashima-sama)
مؤدي الصوت: كوسكي أوكانو
شوكيتشي هيتوتسوباشي (باليابانية: 一橋 章吉، بالروماجي: Hitotsubashi Shoukichi)
مؤدي الصوت: ماكوتو تسومورا
كييومي نوتو (باليابانية: ノート 清美، بالروماجي: Noto Kiyomi)
مؤدية الصوت: ريو هيروهاشي
أوكارو نيشيمورا (باليابانية: 西村 ウカル، بالروماجي: Nishimura Ukaru)
مؤدي الصوت: يوكي كايدا
بين-تشان (باليابانية: 貧乏神(貧ちゃん)، بالروماجي: Binbou-gami)
تاما (باليابانية: 一橋 タマ، بالروماجي: Hitotsubashi Tama)
مؤدية الصوت: تشيوا سايتو
أكاني هيتوتسوباشي (باليابانية: 一橋 あかね، بالروماجي: Hitotsubashi Akane)
مؤدية الصوت: ميكي إيتو
كينكيتشي هيتوتسوباشي (باليابانية: 一橋 憲吉، بالروماجي: Hitotsubashi Kenkichi)
مؤدي الصوت: ميتسواكي هوشينو
إينو
مؤدي الصوت: يوكين مايدا
شيكا
مؤدية الصوت: كاناكو هاتوري
تشو
مؤدي الصوت: ميساتو فوكوين

## وصلات خارجية
- Official Kamichu! website Sony Music باللغة اليابانية
- Official Kamichu! website
- Interview with Hideyuki Kurata and Koji Masunari باللغة اليابانية - about the anime Kamichu!
- كاميتشو! على موقع IMDb (الإنجليزية)
- كاميتشو! على موقع كينوبويسك (الروسية)
- كاميتشو! على موقع قاعدة بيانات الفيلم (الإنجليزية)
- كاميتشو! على موقع ANN anime (الإنجليزية)